# جيم كلاك
جيم كلاك (بالإنجليزية: Jim Clack)‏ هو لاعب كرة قدم أمريكية أمريكي، ولد في 26 أكتوبر 1947 في روكي ماونت في الولايات المتحدة، وتوفي في 7 أبريل 2006 في غرينزبورو في الولايات المتحدة بسبب نوبة قلبية.

## وصلات خارجية
- جيم كلاك على موقع مرجع كرة القدم المحترفة.كوم (الإنجليزية)